# Mammuthus rumanus
Mammmuthus rumanus es una especie extinta de mamut que vivió durante el Plioceno en Europa. Sus restos fósiles han sido encontrados en el Reino Unido y Rumania.

## Evolución
La revalidación de la especie Mammuthus rumanus ha influenciado varios aspectos interrelacionados de la evolución de los mamuts. El material europeo referido a M. rumanus puede proporcionar un trasfondo útil para la identificación de hallazgos similares en África y el Medio Oriente. Parece posible que M. rumanus se halla originado en África hace alrededor de 3.5 millones de año y migró hacia Eurasia a través del Levante. Aunque aún es una especie muy poco conocida, M. rumanus aparentemente jugó un rol significativo en la dispersión de los mamuts a Eurasia, y la investigación posterior podría aclarar como fueron las primeras fases de la evolución de los de estos elefántidos.